# Baleno (Masbate)
Baleno ist eine philippinische Stadtgemeinde in der Provinz Masbate. Sie hat 26.096 Einwohner (Zensus 1. August 2015).

## Baranggays
Baleno ist politisch in 24 Baranggays unterteilt.
| - Baao - Banase - Batuila - Cagara - Cagpandan - Cancahorao - Canjunday - Docol | - Eastern Capsay - Gabi - Gangao - Lagta - Lahong Interior - Lahong Proper - Lipata - Madangcalan | - Magdalena - Manoboc - Obongon Diot - Poblacion - Polot - Potoson - Sog-Ong - Tinapian |